# Faina Melnik

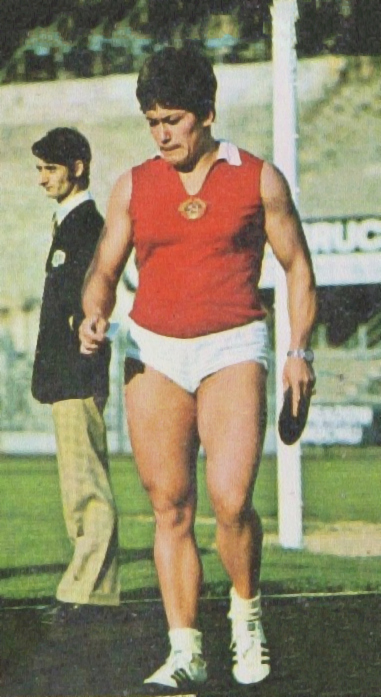
Faina Melnik in 1972, het jaar waarin zij olympisch kampioene werd.

Faina Grigorievna Melnik (Russisch: Фаина Григорьевна Мельник) (Bakota, 9 juli 1945 – Moskou, 16 december 2016) was een Oekraïense atlete, die gespecialiseerd was in het discuswerpen. Tijdens haar atletiekloopbaan kwam zij uit voor de Sovjet-Unie. In totaal verbeterde ze elfmaal het wereldrecord in deze discipline.

## Biografie

### Europees kampioene met wereldrecord
Melnik beoefende verschillende sporten, zoals skilopen, volleybal en basketbal, alvorens zij met de atletieksport in aanraking kwam. Dat was toen zij als leerling aan een landbouwschool haar eindexamen in Kiev moest afleggen en daar toevallig op een wedstrijd Tamara Press zag werpen. Dit maakte op haar een onuitwisbare indruk. Nu wilde zij ook gaan werpen en voor sportlerares studeren.
Haar eerste internationale wedstrijd, de Europese kampioenschappen van 1971 in Helsinki, won Faina Melnik niet alleen, maar ze wierp met 64,22 m ook gelijk een wereldrecord. Hiermee versloeg ze de nummer twee Liesel Westermann uit West-Duitsland met meer dan twee meter.

### Ook olympisch kampioene met wereldrecord
In 1972 vertegenwoordigde Faina Melnik de Sovjet-Unie op de Olympische Spelen van München en won een gouden medaille met een afstand van 66,62. Dit was een wereldrecord, dat zij reeds bij haar allereerste poging in de finale realiseerde. Een jaar later veroverde zij met 64,54 ook de titel bij het discuswerpen op de universiade in Moskou.

### EK-titel wel, olympische titel niet geprolongeerd
In 1974 won Melnik voor de tweede maal het discuswerpen tijdens de EK. Het jaar daarop was zij de eerste vrouw die meer dan 70 meter wierp. Op 20 augustus 1975 stelde zij haar eigen wereldrecord op 70,20. Aan het begin van 1976 verbeterde zij zich andermaal naar 70,50. Toch slaagde zij er niet in om op de Olympische Spelen van 1976 in Montreal haar titel te prolongeren; met haar 66,40 viel zij zelfs geheel buiten de prijzen en werd vierde.
Op de EK van 1978 in Praag werd Melnik met 62,30 vijfde en op de Olympische Spelen in 1980 werd ze in de kwalificatieronde uitgeschakeld.

### Olympisch coach
Melnik beëindigde daarna haar sportcarrière en studeerde vervolgens in 1986 aan het Moskouse Medisch Dental Institute af als arts-tandarts. Kort tijd later keerde zij echter toch weer terug in de sport, maar nu als coach van de olympische kampioenen kogelstoten Natalja Lisovskaja en Svetlana Kriveljova.

### Privé
Van 1977 tot 1979 was Faina Melnik getrouwd met de Bulgaarse discuswerper Welko Welew en heette in die periode Faina Welewa.

### Trivia
In 2010 werd in Armenië een postzegel uitgegeven die gewijd was aan Faina Melnik.

## Titels
- Olympisch kampioene discuswerpen - 1972
- Europees kampioene discuswerpen - 1971, 1974
- Universitair kampioene discuswerpen - 1973
- Sovjet-kampioene discuswerpen - 1970, 1972, 1973, 1974, 1975, 1976, 1977, 1980, 1981

### Persoonlijke records
| Onderdeel    | Prestatie       | Datum         | Plaats |
| ------------ | --------------- | ------------- | ------ |
| discuswerpen | 70,50 m (ex-WR) | 24 april 1976 | Sotsji |
| kogelstoten  | 20,03 m         | 1976          |        |

## Wereldrecords
| Onderdeel    | Prestatie | Datum             | Plaats    |
| ------------ | --------- | ----------------- | --------- |
| discuswerpen | 64,22 m   | 12 augustus 1971  | Helsinki  |
|              | 64,88 m   | 4 september 1971  | München   |
|              | 65,42 m   | 31 mei 1972       | Moskou    |
|              | 65,48 m   | 24 juni 1972      | Augsburg  |
|              | 66,76 m   | 4 augustus 1972   | Moskou    |
|              | 67,44 m   | 25 mei 1973       | Riga      |
|              | 67,58 m   | 10 juli 1973      | Moskou    |
|              | 69,48 m   | 27 september 1973 | Edinburgh |
|              | 69,90 m   | 27 mei 1974       | Praag     |
|              | 70,20 m   | 20 augustus 1975  | Zürich    |
|              | 70,50 m   | 24 april 1976     | Sotsji    |

## Palmares

### discuswerpen
- 1970:  Sovjet-kamp. - 58,24 m
- 1971:  EK te Helsinki - 64,22 m (WR)
- 1972:  Sovjet-kamp. - 62,38 m
- 1972:  OS - 66,62 m (OR)
- 1973:  Sovjet-kamp. - 67,58 m
- 1973:  Universiade - 64,54 m
- 1974:  Sovjet-kamp. - 68,02 m
- 1974:  EK te Rome - 69,00 m
- 1975:  Sovjet-kamp. - 67,80 m
- 1976:  Sovjet-kamp. - 67,12 m
- 1976:  OS - 66,40 m
- 1977:  Sovjet-kamp. - 67,92 m
- 1980:  Sovjet-kamp. - 69,60 m
- 1980: 16e in kwal. OS - 53,76 m
- 1981:  Sovjet-kamp. - 64,80 m

### kogelstoten
- 1976: 10e OS - 18,07 m

1928: Halina Konopacka ·
1932: Lillian Copeland ·
1936: Gisela Mauermayer ·
1948: Micheline Ostermeyer ·
1952: Nina Romasjkova ·
1956: Olga Fikotová ·
1960: Nina Romasjkova ·
1964: Tamara Press ·
1968: Lia Manoliu ·
1972: Faina Melnik ·
1976: Evelin Schlaak ·
1980: Evelin Jahl ·
1984: Ria Stalman ·
1988: Martina Hellmann ·
1992: Maritza Martén ·
1996: Ilke Wyludda ·
2000: Ellina Zvereva ·
2004: Natalja Sadova ·
2008: Stephanie Brown-Trafton ·
2012: Sandra Perković ·
2016: Sandra Perković ·
2020: Valarie Allman ·
2024: Valarie Allman